# クリストファ1世 (デンマーク王)

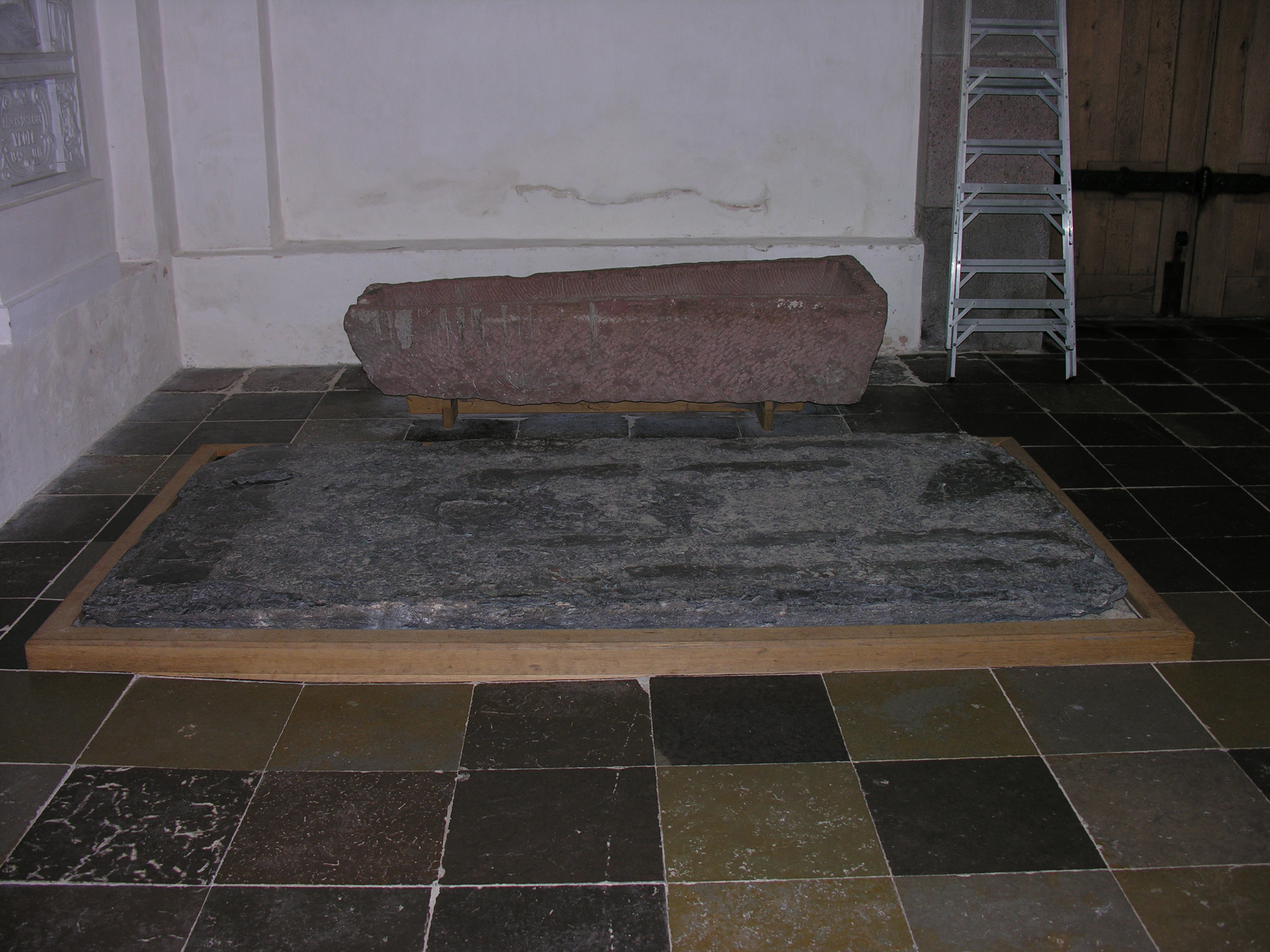
クリストファ1世の墓石と石棺（リーベ大聖堂）

クリストファ1世（デンマーク語：Christoffer 1., 1219年 - 1259年5月29日）は、デンマーク王（在位：1252年 - 1259年）。デンマーク王ヴァルデマー2世の息子。

## 生涯
兄アーベルが殺害された時、その長男ヴァルデマーはフランスに滞在していた。ヴァルデマーは王位につくためデンマークに急いだが、ケルン大司教コンラート・フォン・ホーフシュターデンに捕らえられ、1253年にシャウエンブルク伯に身代金を支払うまで投獄された。そしてヴァルデマーがデンマークに戻った時にはすでにクリストファが王位に選ばれていた。これがこの後数十年続く王家の2家系間の論争のもととなった。クリストファは1252年のクリスマスの日にルンド大聖堂で戴冠された。
クリストファは、兄エーリク4世を殉教者または聖人として認めさせようとした。その目的は、ヴァルデマーの父アーベルに兄弟殺しの烙印を押し、それによってヴァルデマーの一族を王位継承から除外することであった。クリストファは、エーリク4世の墓で起こった奇跡に関する情報を収集し始めた。アーベルの信奉者たちはこれに当然ながら反対した。そのような中で王と教会の関係は悪化していた。教皇の祝福を受けてルンド大司教となったヤコブ・エアランセンは、強力で独立した教会を後押ししており、聖職者の叙任や納税義務に関してクリストファと対立するようになったのである。ヤコブ・エアランセンの母親はアーベルを支持していたヴィーゼ家の出身であった。このため、ヤコブ・エアランセンはクリストファの息子、共同王であり王位継承者であったエーリクの戴冠を拒否した。
クリストファが教会と特に裕福な司教に対し、アーベル家との戦いのために人員と資金を提供するよう要求したことにより、両者の関係は悪化した。1256年、大司教は王国の高位指導者たちを集めてヴァイレで会議を開き、そこで憲法『Cum Ecclesia Daciana』を採択した。これには国王が聖職者を虐待した場合、王国は秘蹟執行禁止命令（すなわち、すべての教会活動の禁止）下に置かれると記されていた。1257年から1258年冬にかけて、ヤコブ・エアランセンの要請により、南ユトランド公領の甥への相続を確保するために、ホルシュタイン伯はデンマークを攻撃したが撃退された。1259年2月、ヤコブ・エアランセンはメクレンブルク兵に逮捕された。ある資料によると、ヤコブ・エアランセンは頭に狐の帽子をかぶった世俗的な服を着ていることで嘲笑され、足を縛られ、刑務所に入れられた。ルンド大司教はヤコブ・エルランセンと関係のあるロスキレ司教ペダー・バングのすぐ後に、国王に対して秘蹟執行禁止命令を出した。
スウェーデンとノルウェーはクリストファ1世が王位につく前からデンマークに対抗して同盟関係を結んでいた。1256年、ノルウェー王ホーコン4世はハッランドを襲撃した。1257年、クリストファ、ホーコン、およびスウェーデンの摂政であったビルイェル・ヤールの間で和解が成立した。1256年および1258年に、デンマークでは農民の反乱があったが鎮圧された。1259年、シュレースヴィヒ公エーリク1世の舅リューゲン侯ヤロマル2世はシェラン島に上陸し、ネストヴェズで軍を破りコペンハーゲンを占領した。「ジャーマーの塔（Jarmers Tårn）」はヤロマル2世の名から名づけられた。クリストファ1世はこの攻撃に対応する前に、1259年5月29日にリーベで死去した。ライ修道院の修道院長アルンファストによって毒殺されたと噂されたが、自然死であったとみられる。秘蹟執行禁止命令が下されていたがクリストファ1世はリーベ大聖堂に埋葬された。
2015年に、クリストファ1世の死因がブルガダ症候群であった可能性があるとの説が出された。

## 結婚と子女
クリストファ1世はマルグレーテ・サンビリアと結婚した。マルグレーテはトチェフ公サンボル2世とメヒティルド・フォン・メクレンブルクの娘で、その精力的な性格から「跳ね馬（Sprænghest）」と呼ばれた。マルグレーテとヤロマルはともにリューゲン出身のヴェンド人で、赤地に金のヴェンドのドラゴンはかつてデンマークの紋章の一部であった。2人の間には以下の子女が生まれた。
- エーリク5世（1249年 - 1286年） - デンマーク王
- ヴァルデマー
- ニルス
- マティルダ（1299/1300年没） - ブランデンブルク＝ザルツヴェーデル辺境伯アルブレヒト3世と結婚
- マルグレーテ（1306年没） - ホルシュタイン＝キール伯ヨハン2世と結婚
- インゲボー